# Vogogna
Vogogna (Avgògna in dialetto ossolano) è un comune italiano di 1 681 abitanti della provincia del Verbano-Cusio-Ossola, situato al centro della Val d'Ossola, in Piemonte.
Il comune fa parte del circuito dei borghi più belli d'Italia e insignito dal 2011 della Bandiera arancione dal Touring Club Italiano.

## Geografia fisica

### Territorio
Parte del suo territorio è compresa nel Parco nazionale della Val Grande ed è anche sede dell'Ente Parco.

## Storia

### Le origini
Il toponimo potrebbe trarre origine dal nome dall'antico popolo che abitava queste terre prima dei Romani, i Galli Agoni: Vallis Agonum, "valle degli Agoni". Una lapide risalente al 196 d.C. testimonia la presenza romana a Vogogna e l'esistenza di una strada romana, di cui ignora il nome ma che viene convenzionalmente detta via Settimia. Questa strada collegava l'Ossola e il passo del Sempione con Novaria e Mediolanum. L'epigrafe, molto danneggiata e solo parzialmente leggibile si trova tra il ponte della Masone e Dresio testimonia dei lavori di ristrutturazione di un tratto di strada.. Il testo, molto danneggiato si interpreta: "Via fatta per (decreto di?)… con sesterzi 22 600 sotto il secondo consolato di Caio Domizio Destro e Publio Fusco con curatori dell’opera Marco Valerio e Salvio; fornitore dei marmi… è stato ? per (ordine) di Venusto conduttore pubblico di …"

### Capitale dell'Ossola Inferiore
Il paese, citato per la prima volta in un documento notarile del 970 d.C., rimane un villaggio di contadini fino al XIII secolo, quando Vogogna, per la sua collocazione geografica, viene scelto come capoluogo dell'Ossola Inferiore, in seguito ad un'alluvione che distrugge Pietrasanta".
Nel 1014 l'imperatore Arrigo II dona il contado dell'Ossola al vescovo di Novara. Vogogna diventa vassalla di Vergonte, poi Pietrasanta. A seguito della distruzione di quest'ultima (1328) a causa di una disastrosa alluvione, diviene il centro della vita politico-amministrativa della Bassa Ossola e quindi sede della Giurisdizione dell'Ossola Inferiore che comprendeva le Quattro Terre: Masera, Trontano, Beura e Cardezza, conservandola fino al 1818 quando il mandamento passerà a Ornavasso.

### Sviluppo e decadenza
Nel 1342 passa sotto il controllo dell'arcivescovo di Milano e viene destinata a baluardo a difesa del ducato. Nel 1348 i Visconti vi costruiscono il castello e ristrutturano mura e rocca.
Nel 1375, la rivalità tra Domodossola, capitale dell'Ossola Superiore, e Vogogna, culmina con il sacco di quest'ultima da parte degli avversari. Nel 1411 Vogogna respinge gli invasori svizzeri ma nel 1416 si allea con questi contro l'Ossola 
Superiore.
Tra il 1450-1535, durante la signoria degli Sforza e sotto il governo dei Borromeo (1416-1600) Vogogna diventa un fiorente borgo, centro di traffici e commerci lungo l'antica strada del Sempione che lo attraversa. Il periodo di relativa floridezza economica e rilevanza militare, durerà fino all'inizio della dominazione spagnola 1535-1706).
La decadenza del paese si aggrava durante il governo austriaco (1706-1743), e quello dei Savoia (1743-1789). Nel 1819, Vogogna perde la giurisdizione sull'Ossola Inferiore e diventa semplice comune.

### Simboli
Lo stemma e il gonfalone sono stati concessi con decreto del presidente della Repubblica del 3 febbraio 1998.
Lo stemma è interzato con i colori nazionali e raffigura gli strumenti del fabbro, a testimonianza dell'attività diffusa del territorio legata anche alle numerosi miniere del circondario.
Il gonfalone è un drappo di bianco con la bordatura di verde.

## Monumenti e luoghi d'interesse
Castello VisconteoCostruito nel 1348 per volere di Giovanni Visconti, vescovo di Novara. Nello stesso periodo viene costruita una cinta di mura più ampia per proteggere l'intero paese e il Palazzo del Pretorio. La pianta della struttura è irregolare, e rispecchia l'orografia del terreno nonché le diverse fasi costruttive. Nel 1798 il Castello diventa proprietà del comune e viene utilizzato come prigione per detenuti comuni e politici. Il Castello viene chiuso al pubblico nel 1970, fino ai restauri iniziati nel 1990; è stato riaperto nel 1998. Successivamente sono continuati i lavori di sistemazione terminati nel 2004. Le nuove infrastrutture sono state inaugurate il 4 giugno 2005.
RoccaPoco sopra il castello si trovano le rovine dell'antica rocca risalente al IX-X secolo. Non si conoscono con certezza le funzioni originarie: roccaforte difensiva o torre d'avvistamento inserita nel sistema difensivo che correva lungo la valle. Diventa una vera struttura difensiva con i lavori di ristrutturazione avviati contestualmente alle opere del Castello e del Palazzo Pretorio. Viene distrutta nel XVI secolo durante una scorreria dei Vallesani.

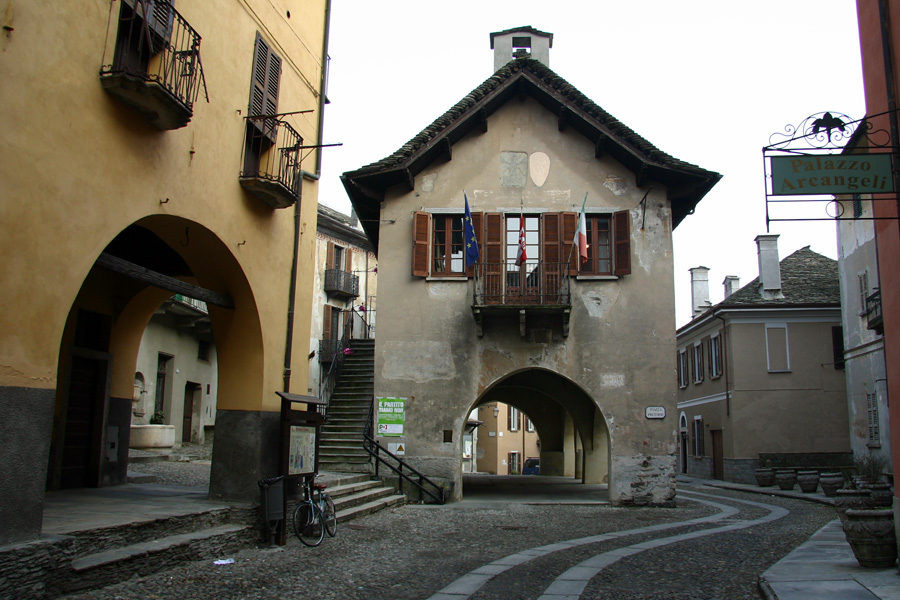
Il Palazzo Pretorio

Palazzo PretorioCostruito nel 1348, per volontà di Giovanni Visconti, vescovo di Novara, come sede del Vicario. Si trova ai piedi della scalinata che conduce al castello. È stato sede fino al 1819 del governo dell'Ossola Inferiore. Il Palazzo viene chiuso nel 1979, per un programma di restauri, ed è stato riaperto al pubblico il 27 febbraio 1998: attualmente è uno spazio polifunzionale, utilizzato anche come sede di convegni.
L'edificio riprende il modello architettonico del broletto lombardo ed è sostenuto da archi a sesto acuto che poggiano su colonne. Lo spazio coperto sotto al porticato era utilizzato per le assemblee pubbliche e come mercato mentre la parte superiore ospitava l'amministrazione civile e giudiziaria. All'interno e all'esterno sono ancora in parte visibili frammenti dell'antica decorazione pittorica tra cui lo stemma visconteo in alto sulla facciata, seppur abraso.
Intorno al Pretorio si trovano le dimore più signorili, come Villa Biraghi Lossetti (1650).
Mascherone celticoIl Palazzo Pretorio ha ospitato per molti anni al suo interno il mascherone celtico, in pietra ollare, originariamente posto nel cortile della Chiesa di San Pietro, dove, almeno dal 1753, era inglobato in una fontana, decorata superiormente con un affresco, Battesimo di Gesù ad opera di S. Giovanni Battista. La maschera è una figura maschile che potrebbe rappresentare un dio silvestre, Cernunnos, o un eroe celtico. Gli elementi decorativi sono tipici del IV secolo a.C. anche se alcuni studiosi, pur collegandolo al mondo e alla coltura celtica, lo datano in epoca posteriore alla conquista romana o addirittura all'Alto Medioevo. L'adattamento della maschera in pietra al sostegno del tubo di fuoriuscita dell'acqua ha modificato profondamente l'espressione originale del viso. È ora esposto in una nuova collocazione all'interno del Castello Visconteo.
Chiesa parrocchialeChiesa neogotica, dedicata al Sacro Cuore di Gesù, edificata tra il 1894 e il 1904.
Chiesa di San PietroIn frazione Dresio, di antica origine, si trova la Chiesa di San Pietro, la prima parrocchiale, di probabile origine longobarda. Al suo interno si trovano due pregevoli affreschi del XV secolo. Per l'interessante figura di santo dell'Ordine dei Servi di Maria è stata recentemente proposta l'identificazione in Pellegrino Laziosi, il più importante tra i santi di tale ordine. Nel cortile, il mascherone celtico è copia dell'originale custodito nel Castello Visconteo.
Comune
La Casa Comunale si trova in Via Nazionale n.150.
Il paese è dotato di Polizia Locale, il servizio viene svolto da 1 Unità.

### Altro
- Monumento a Chavez: in memoria del primo transvolatore delle Alpi, caduto con il suo aereo nella piana di Domodossola durante l'atterraggio al termine della sua impresa
- Antica fontana in marmo rosa di Candoglia, nella piazzetta antistante Palazzo Pretori
- Villa Biraghi
- Casa Marchesa, la più antica abitazione nobiliare nel borgo (1350), nell'antica piazza Camillo, già al di fuori della cinta muraria
- Monumento ai Caduti della prima guerra mondiale, in piazza Stefanina
- Oratorio del Cimitero già Chiesa del Convento dei Serviti (Sec. XV)
- Resti della strada romana alla Masone, osservabile immediatamente a valle del ponte della Masone sul fiume Toce a nord del paese
- Resti dell'antico pontile d'attracco dei traghetti per l'attraversamento del Toce, in località Masone, un tempo controllato dai Cavalieri di Malta che avevano una commanderia e disponevano nelle vicinanze di un ospizio per i pellegrini.

## Cultura
- A.C.O.I. Associazione Culturale Ossola Inferiore - Vogogna

## Società

### Evoluzione demografica
Abitanti censiti

## Amministrazione
Di seguito è presentata una tabella relativa alle amministrazioni che si sono succedute in questo comune.
| Periodo        | Periodo        | Primo cittadino  | Partito                  | Carica  | Note   |
| -------------- | -------------- | ---------------- | ------------------------ | ------- | ------ |
| 24 aprile 1995 | 14 giugno 1999 | Enrico Borghi    | centro                   | Sindaco | [ 16 ] |
| 14 giugno 1999 | 14 giugno 2004 | Enrico Borghi    | lista civica             | Sindaco | [ 16 ] |
| 14 giugno 2004 | 8 giugno 2009  | Marco Zago       | lista civica             | Sindaco | [ 16 ] |
| 8 giugno 2009  | 26 maggio 2014 | Enrico Borghi    | lista civica             | Sindaco | [ 16 ] |
| 26 maggio 2014 | 27 maggio 2019 | Enrico Borghi    | lista civica Per Vogogna | Sindaco | [ 16 ] |
| 27 maggio 2019 | in carica      | Marco Stefanetta |                          | Sindaco |        |

### Gemellaggi
- Lançon-Provence

### Altre informazioni amministrative
Fa parte dell'unione di comuni montana delle Valli dell'Ossola.

## Sport

### Calcio
La principale squadra di calcio della città è S.D. Vogogna 1982 Calcio che milita nel girone A piemontese-valdostano di 1ª Categoria. È nata nel 1982.